# حزب کارگران مجار
حزب کارگران مجار از ‎۱۹۴۸–۱۹۵۶ حزب کمونیستی حاکم بر این کشور بود. این حزب از ادغام حزب کمونیست مجارستان و حزب سوسیال دموکرات تشکیل شد. تا سال ۱۹۵۶ ماتیاش راکوشی رهبر آن بود، با کناره‌گیری او، ارنو گرو دو ماه به عنوان رهبر به قدرت رسید. سپس یانوش کادار تا انحلال این حزب رهبری آن را به عهده داشت. سایر احزاب فعال در مجارستان در این حزب نقش چندانی نداشتند.
در انقلاب ۱۹۵۶ مجارستان این حزب توسط گروهی از کمونیست‌ها به رهبری ایمره نادْیْ دوباره سازمان یافت و نام خود را به حزب کارگران سوسیالیست مجار تغییر داد. اما پس از ۴ نوامبر ۱۹۵۶ این حزب نیز تحت نفوذ یانوش کادار و اتحاد شوروی قرار گرفت. در دههٔ ۶۰ حزب کارگران سوسیالیست مجار تا حدودی از خط اتحاد شوروی فاصله گرفت و در مسائلِ به‌خصوص اقتصادی، وضعیت مستقل‌تری پیدا کرد.